# ایان داکر
ایان داکر (انگلیسی: Ian Docker؛ زادهٔ ۱۲ سپتامبر ۱۹۶۹) بازیکن فوتبال اهل بریتانیا است.
از باشگاه‌هایی که در آن بازی کرده‌است می‌توان به باشگاه فوتبال گیلینگام اشاره کرد.